# رؤية (فلم)
رؤية (بالإنجليزية: Drishyam) هو فيلم جريمة ودراما هندي من بطولة كل من أجاي ديفجان، شريا ساران وتابو، ومن إخراج نشيكانت كمات، صدر الفيلم بتاريخ 31 يوليو من سنة 2015.

## طاقم التمثيل
- أجاي ديفجان (فيجاي)
- شريا ساران (نانديني)
- تابو (المفتشة ميرا)

## قصة
يدير فيجاي (أجاي ديفجان) شبكة تلفيزيونية في قرية نائية وجبلية بالقرب من جوا، وهو يعيش حياة سعيدة مع زوجته نانديني وابنتاه، فيجاي تسرب من التعليم من الصف الرابع، وعاش يتيماً، لكنه شق طريقه بالعمل الجاد والكفاح ليعول أسرته، فهي كل شيء له، حيث يرى أن الحياة يجب أن تعاش بأقل التكاليف، ولابد ان تكون حياة بسيطة.
أما زوجته فتريده أن يتخلص من سلوك البخل والاقتصاد، فهي تتمنى ان تعيش أسرتها أفضل معيشة، شيء واحد لايستطيع فيجاي الإستغناء عنه وهو حبه لمشاهدة الأفلام. في يوم من الأيام يختفي فتى مراهق في ظروف غامضة، وهو ابن شرطي عنيد، وتصير عائلة فيجاي مشتبها بها في هذه الحادثة.

## وصلات خارجية
- مقالات تستعمل روابط فنية بلا صلة مع ويكي بيانات

رؤية قي موقع قاعدة بيانات الأفلام على الإنترنت